# Henri Chrétien

Idea teleskopu Ritcheya–Chrétiena: M_{1} i M_{2} – zwierciadła hiperboloidalne, F - ognisko

Soczewka Planoconvex typu Hypergonar

Henri Chrétien (ur. 1 lutego 1879 w Paryżu, zm. 6 lutego 1956 w Waszyngtonie) – francuski astronom i wynalazca. Współwynalazca teleskopu Ritcheya–Chrétiena, wynalazca świateł odblaskowych i soczewki umożliwiającej produkcję filmów panoramicznych.

## Życiorys
Był synem rzemieślnika. W wieku 12 lat, po skończeniu szkoły podstawowej rozpoczął naukę w zawodowej szkole drukarskiej Napoléona Chaixa. W 1894 roku spotkał Camille'a Flammariona i został jego uczniem. W 1902 roku uzyskał licencjat w dziedzinie fizyki i matematyki w Faculté des sciences de Paris, a następnie, w 1906 roku, uzyskał tytuł inżyniera elektryka po ukończeniu École supérieure d’électricité. Ożenił się w 1904 roku.
W latach 1901–1914 pracował jako astronom. Początkowo w obserwatorium astronomicznym w Meudon, a od 1906 roku w obserwatorium w Nicei prowadził spektroskopowe obserwacje gwiazd i Słońca. W latach 1908–1910 odbył podróże do kilku wiodących obserwatoriów: w Londynie, Cambridge, Pułkowie, Poczdamie i na Mount Wilson, gdzie spotkał George'a Willisa Ritcheya.
W czasie I wojny światowej został przydzielony do prac nad wykorzystaniem zdobyczy optyki dla lotnictwa wojskowego prowadzonych pod kierunkiem Emile'a Doranda. Pracował nad dużymi systemami odblaskowymi oraz wizjerami dużych systemów optycznych. Po zwolnieniu ze służby wojskowej w 1918 roku stworzył z Armandem de Gramontem Institut d'optique théorique et appliquée (Wyższą Szkołę Optyki Teoretycznej i Stosowanej). Pracował również na Uniwersytecie Paryskim w latach 1920–1940. W 1927 roku obronił pracę doktorską. Od 1931 roku był profesorem (bez katedry), pracującym w École supérieure d'optique. W 1945 roku przeszedł na emeryturę.
Był założycielem francuskiego Towarzystwa Technik Optycznych i Fotograficznych.

## Przełomowe wynalazki
- Chrétien wynalazł w 1923 roku światła odblaskowe[3]
- w 1922 roku Chrétien skonstruował anamorficzny teleskop składający się z hiperboloidalnych zwierciadeł. Równocześnie nad taką konstrukcją pracował George Willis Ritchey i dlatego teleskopy o tej konstrukcji, powszechnie stosowane w profesjonalnej astronomii (w tym np. w Kosmicznym Teleskopie Hubble’a), nazywają się teleskopami Ritcheya–Chrétiena
- w 1926 roku Chrétien ulepszył soczewkę anamorficzną (wynalezioną w 1862 roku przez Davida Brewstera), którą nazwał „Hypergonar”. Soczewka ta umożliwiała m.in. produkcję filmów panoramicznych (o formacie obrazu 8:3, w odróżnieniu od dotychczasowego standardu: 4:3). Za wynalazek ten otrzymał w 1931 roku nagrodę Valz Francuskiej Akademii Nauk. W 1952 roku wytwórnia filmowa 20th Century Fox kupiła od niego prawa do tego wynalazku i opracowała technologię produkcji filmów panoramicznych o nazwie CinemaScope. Pierwszy film nagrany w tej technologii powstał w 1953 roku. Chrétien za swój wynalazek otrzymał w 1954 roku Oscara (Nagrodę Techniczną i Naukową I klasy) w czasie 26. ceremonii wręczenia Oscarów[3]. Był jedynym astronomem, który otrzymał Oscara[4].

## Odznaczenia
- Kawaler Legii Honorowej – za osiągnięcia inżynierskie zrealizowane w czasie I wojny światowej
- Oficer Legii Honorowej[5] (1949).

## Upamiętnienie

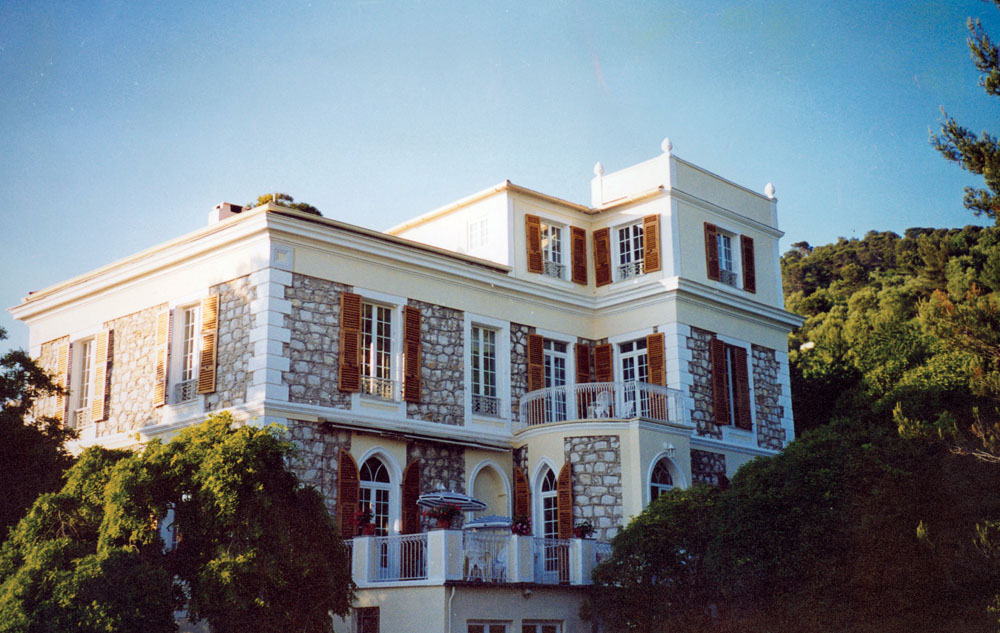
Willa Paradou w Saint-Jean-Cap-Ferrat (Francja)

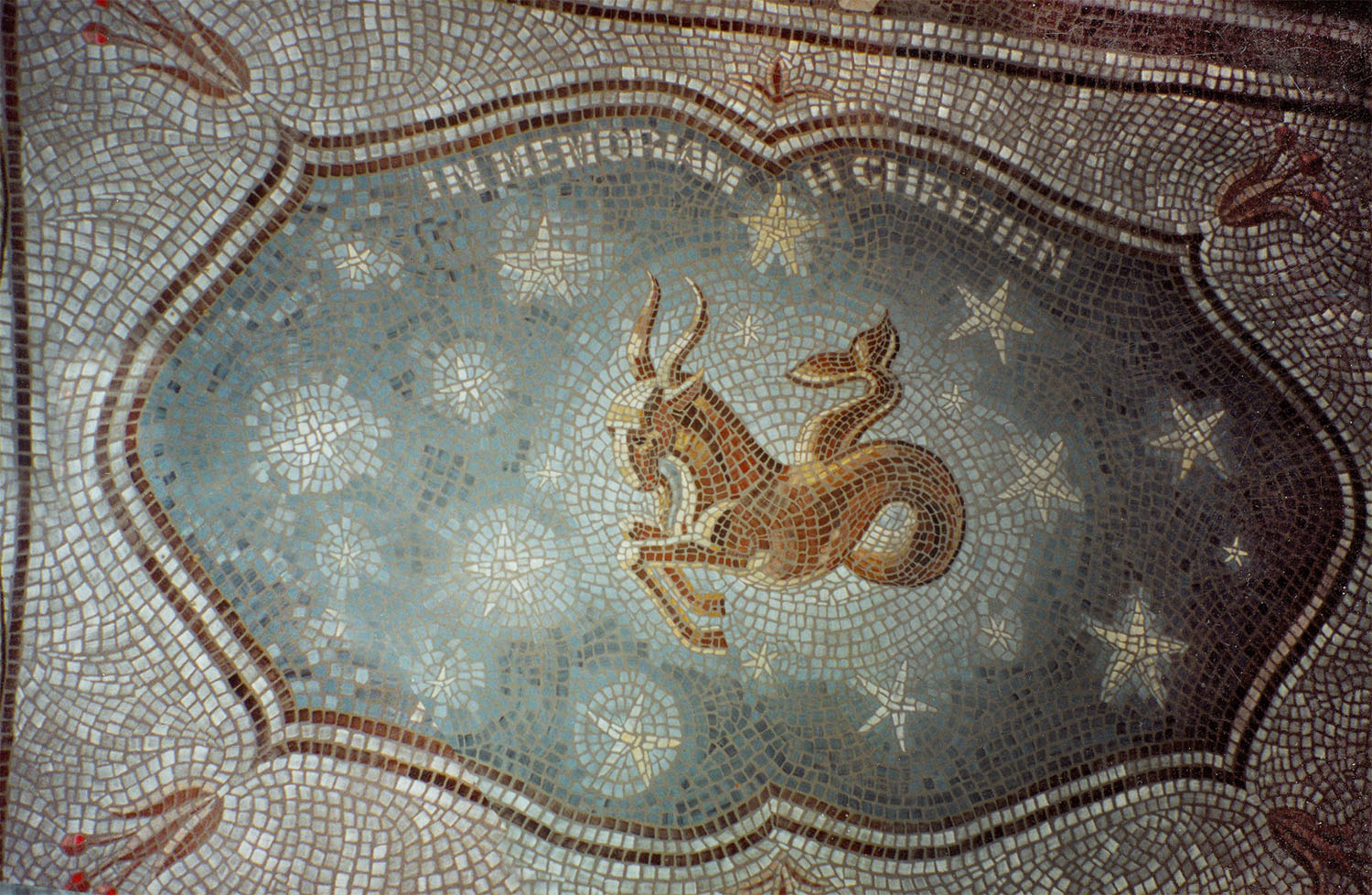
Mozaika na podłodze willi Paradou, stworzona przez Rainera Marię Latzke i upamiętniająca Henriego Chrétiena

- Na cześć astronoma nazwano jeden z kraterów księżycowych: Chrétien (o średnicy 88 km)
- Amerykańskie Towarzystwo Astronomiczne oferuje grant (Chrétien International Research Grant) w wysokości 20 tysięcy dolarów[6]
- budynek obserwatorium astronomicznego w Nicei nosi jego imię
- jedna z ulic w Nicei nosi jego imię[7].

## Ciekawostki
W okresie pracy w obserwatorium w Nicei Chrétien mieszkał w willi Paradou w Saint-Jean-Cap-Ferrat. Willa ta została zaprojektowana przez Charles'a Garniera, francuskiego architekta, który zaprojektował również Operę w Paryżu. Opuszczona willa została zakupiona w 1995 roku przez niemieckiego artystę Rainera Marię Latzke, który odnowił willę i jej stare freski oraz wzbogacił ją o wiele nowych murali.